# یوآن باربت
یوآن باربت (انگلیسی: Yoann Barbet؛ زادهٔ ۱۰ مهٔ ۱۹۹۳) بازیکن فوتبال اهل فرانسه است.
از باشگاه‌هایی که در آن بازی کرده‌است می‌توان به باشگاه فوتبال برنتفورد و باشگاه فوتبال بوردو اشاره کرد.
وی همچنین در تیم ملی فوتبال زیر ۱۸ سال فرانسه بازی کرده‌است.